# Streetwalkers
Streetwalkers est un groupe de rock britannique, originaire d'Angleterre. Il est formé en 1974 par deux membres originaux de Family Roger Chapman (chant) et John « Charlie » Whitney (guitare). Parmi les autres membres, on compte Bob Tench, un collaborateur de la première heure de Jeff Beck, et Nicko McBrain qui jouera plus tard de la batterie avec Iron Maiden.

## Biographie
Les Streetwalkers enregistrent quatre albums studio et un double album en public entre 1974 et leur séparation en 1977.
Après l'enregistrement de l'album Chapman Whitney Streetwalkers, Chapman etWhitney changent de nom pour Streetwalkers et Tench se joint à eux comme membre officiel, lorsqu'ils soignent avec le label Phonogram Inc. en 1975. Tench est rejoint par le batteur Nicko McBrain, qui joindra plus tard Iron Maiden et le bassiste Jon Plotel. Ils sont apparus dans l'émission de télévision allemande Rockpalast avec Chapman et Whitney plus tôt dans l'année sous le nom de The Chapman Whitney Streetwalkers. Leur premier album, Downtown Flyers (1975), est publié aux États-Unis et Europe mais n'atteignent pas le succès aux US, mais un peu en Europe, ce qui le encourage à continuer.
Leur deuxième album, l'album groovy Red Card (1976) atteignent la 16e place de l'UK Album Charts, et reste leur album le mieux respecté. Le groupe joue une série de concerts baptisée Who Put the Boot In apparaissant dans des stades de football en mai et juin 1976. Ces concerts font aussi participer Sensational Alex Harvey Band, Little Feat, Outlaws, Widowmaker (Royaume-Uni) et les Streetwalkers comme dernier groupe avant The Who. Le groupe tourne aussi aux US sous les noms de Wings, 10cc et Joe Cocker.
Le 12 juin 1976, ils font leur première apparition avec John Peel à ses Peel Sessions enregistrées par la radio BBC avec une formation composée de Chapman, Whitney, Tench, Plotel et McBrain ; puis encore pour une autre Peel Session le 14 mars 1977. Le 19 avril la même année, ils font une dernière apparition au Rockpalast, avec Chapman, Whitney, Tench, le claviériste Brian Johnstone, le bassiste Mickey Feat et le batteur David Dowle qui rejoindra par la suite Whitesnake.
À l'époque de leur troisième et dernier album, Vicious But Fair (1977), publié chez Vertigo, le groupe mêle punk rock et new wave. L'euphorie entourant le groupe s'affaiblit et le fait de mieux s'établir en Europe s'estompe progressivement. Streetwalkers Live (1977) est leur dernier album et comprend plusieurs morceaux de faibles qualités, probablement enregistré par obligations contractuelles. Dans sa critique de l'album sur AllMusic, John Dougan mentionne que cette faible qualité s'explique par le fait que « Chapman pouvait créer des moments émotionnels qui pouvaient le faire. » Le groupe se sépare ensuite, et Tench travaillera avec Van Morrisson et Feat.

## Discographie

### Albums studio
- 1974 : Chapman-Whitney Streetwalkers
- 1975 : Downtown Flyers
- 1976 : Red Card
- 1977 : Vicious But Fair
- 1977 : Streetwalkers Live (double album en public)

### Singles
- 1974 : Roxianna/Crack
- 1975 : Raingame/Miller
- 1976 : Daddy Rolling Stone/Hole In Your Pocket
- 1977 : Chili Con Carne/But You're Beautiful

## Bibligoraphie
- (en) Joynson, Vernon. The Tapestry of Delights - The Comprehensive Guide to British Music of the Beat, R&B, Psychedelic and Progressive Eras 1963-1976. Borderline (2006). Réimprimé en 2008.  (ISBN 1-899855-15-7)
- (en) Roberts, David. British Hit Singles and Albums (19e édition). Londres: Guinness World Records Limited (2006).  (ISBN 1-904994-10-5).